# Augusto Andaveris
Augusto Andaveris Iriondo (ur. 5 maja 1979 w Chulumani) – boliwijski piłkarz występujący na pozycji napastnika. Zawodnik klubu Aurora.

## Kariera klubowa
Andaveris zawodową karierę rozpoczynał w 1997 roku w zespole Real Mamoré. W 1998 roku odszedł do ekipy Always Ready. W tym samym roku trafił do Bolívaru. Jego barwy reprezentował przez 3 sezony. Następnie grał w Universidadzie Ibroamericana oraz w Jorge Wilstermann, do którego przeszedł w 2002 roku. W tym samym roku dotarł z nim do finału Pucharu Boliwii, jednak Jorge Wilstermann przegrał tam 0:2 z Oriente Petrolero.
W 2003 roku Andaveris został graczem zespołu CD San José. Po jednym sezonie w tym klubie, odszedł do Oriente Petrolero. W tym samym roku wywalczył z nim wicemistrzostwo Boliwii. W 2005 roku ponownie przeszedł do Bolívaru. Zdobył z nim mistrzostwo fazy Apertura. W połowie 2005 roku przeszedł do albańskiej drużyny KF Tirana. W 2006 roku zdobył z nią Puchar Albanii.
W tym samym roku Andaveris wrócił do Boliwii, gdzie został zawodnikiem klubu La Paz FC. W 2007 roku wywalczył z nim wicemistrzostwo fazy Clausura, a w 2008 roku Apertura. W 2008 roku został również wypożyczony o azerskiego İnteru Baku. W 2009 roku wrócił do La Paz, gdzie grał do końca sezonu 2009.
W 2010 roku Andaveris podpisał kontrakt z Realem Potosí. W 2011 roku odszedł do drużyny Aurora. Zadebiutował tam 22 stycznia 2011 roku w wygranym 2:0 meczu rozgrywek boliwijskiej ekstraklasy z Guabirą.

## Kariera reprezentacyjna
W reprezentacji Boliwii Andaveris zadebiutował w 2001 roku. W 2007 roku został powołany do kadry na Copa América. Na tamtym turnieju, zakończonym przez Boliwię na fazie grupowej, zagrał tylko w meczu z Peru (2:2).